# Повелители молний
«Повелители молний» — советский мультипликационный фильм. Из цикла «Рассказы о профессиях». Об энергетиках. Познавательный рассказ об истории изучения электричества и его использовании, начиная с Древней Греции. Для детей.

## Сюжет
Раньше люди думали, что на небе живут боги. И самым главным из них считался Зевс. Зевс — громовержец! Зевс — повелитель молний! И только гораздо позже узнали, что молния — это электричество, и выходит, что Зевс — повелитель электричества. Уже давно заметили, если потереть палочку из янтаря о шерсть, то палочка окажется заряженной и начнёт притягивать к себе пушинки, волосы. Древние греки называли янтарь электроном, отсюда и пошло слово электричество.
Электричеством занимались многие учёные: Отто фон Герике, Гальвани, Вольта, Ампер, Ом, Ломоносов, Франклин, Фарадей. Поэтому были придуманы: электростатическая машина, лейденская банка, гальваническая батарея, громоотвод, электролампочка, электромотор, электрогенератор. На Земле началась эпоха электричества — движущей силы современной техники. Так кто же настоящий повелитель молний? Повелители электричества — это все, кто управляет электроэнергией, делает и чинит электроприборы.

## Интересный факт
- После демонстрации принципа работы громоотвода, из земли вылезает крот из одноимённого чешского мультсериала.

## Роли озвучивали (не указаны в титрах)
- Александр Белявский — рассказчик
- Алексей Борзунов — грек, учёный, Гальвани
- Елена Степаненко — лягушка

## Создатели
| автор сценария             | Александр Семёнов |
| режиссёр                   | Борис Акулиничев |
| композитор                 | Евгений Стихин |
| художники-постановщики     | Наталья Кудрявцева, Борис Акулиничев                                                                                   |
| художники-мультипликаторы: | Олег Сафронов, Борис Тузанович, Вадим Меджибовский, Владлен Барбэ, Александр Федулов, Михаил Першин, Кирилл Малянтович |
| художники:                 | Наталия Дмитриева, Татьяна Арешкова, А. Располов, Александр Сичкарь, Маина Новожилова                                  |
| оператор                   | Эрнст Гаман |
| звукооператор              | Виталий Азаровский |
| монтажёр                   | Людмила Рубан |
| редактор                   | Любовь Стефанова |
| директор                   | Зинаида Сараева |
| консультант                | Л. Тарасов |